# Perissomastix perlata
Perissomastix perlata är en fjärilsart som beskrevs av László Anthony Gozmány. Perissomastix perlata ingår i släktet Perissomastix och familjen äkta malar. Inga underarter finns listade i Catalogue of Life.